# Gărzile Patriotice
Le Gărzile Patriotice, o Guardie patriottiche, erano formazioni paramilitari della Repubblica Socialista di Romania concepite per fornire un'ulteriore difesa in caso di un attacco straniero.

## Storia

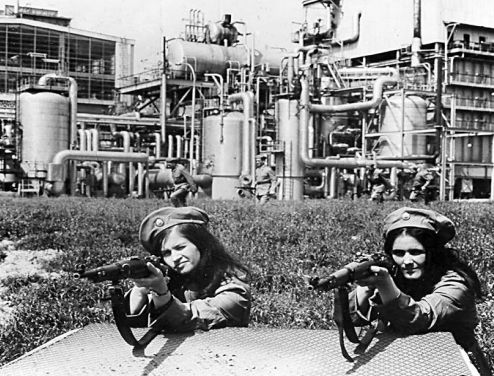
Le GP dovevano difendere le infrastrutture e gli impianti nazionali nei periodi di guerra.

Le Guardie furono istituite nel 1968, dopo il discorso a Bucarest del 21 agosto in cui il Segretario generale del Partito Comunista Rumeno (PCR) e Presidente del Consiglio di Stato Nicolae Ceaușescu condannò l'invasione della Cecoslovacchia da parte dell'Unione Sovietica, nel contesto della primavera di Praga. Ceaușescu fece appello ai sentimenti antisovietici all'interno della popolazione per chiedere la resistenza contro la minaccia percepita di una simile invasione sovietica in Romania. Le tematiche nazionaliste che usò ebbero come effetto immediato il raduno di grandi porzioni di pubblico che iniziarono ad organizzarsi e ad armarsi sotto la direzione del PCR.
Anche se la minaccia scomparve verso la fine dell'anno, le Guardie patriottiche rimasero una caratteristica della struttura comunista della repubblica, diventando un'aggiunta permanente all'Esercito popolare romeno. L'addestramento per la Guardia divenne obbligatorio per i giovani uomini e donne, e ciò significò per gli studenti universitari la frequentazione di un ulteriore carico di lavoro oltre allo studio e al lavoro nei campi richiesto successivamente (obbligatorio per gli studenti di scuole medie e superiori, come anche per i loro insegnanti).
Non più alimentate dall'entusiasmo avuto nei primi anni settanta, le Guardie patriottiche furono tuttavia la linea di difesa basilare contro gli invasori. La minaccia posta da quest'ultimi sembrava aumentare ogni volta che il regime si isolava sempre di più, soprattutto dopo che aveva perso il supporto del blocco occidentale nei primi anni ottanta. Da quel momento, le Guardie Patriottiche divennero parte dell'apparato statale di repressione contro il suo stesso popolo.
Durante la rivoluzione romena del dicembre 1989, Ceaușescu tentò di usare le Guardie contro i manifestanti, in particolare a Timișoara. Tuttavia, il ritmo degli eventi e la diffusa ostilità contro il regime vanificò il suo piano. Con il progredire della rivoluzione, molti membri della Guardia patriottica (che come molti altri romeni erano rimasti spazientiti dalle politiche economiche fallimentari di Ceauşescu e dal calare della qualità della vita)  si unirono effettivamente ai manifestanti.

## Descrizione

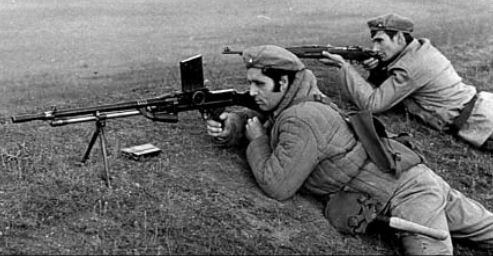
Addestramento delle Guardie patriottiche. I soldati venivano spesso equipaggiati con armi della seconda guerra mondiali, come gli ZB vz. 30 (al centro).

La Guardia patriottica era un'organizzazione di sicurezza pubblica aperta a tutti, le cui funzioni includevano la normale polizia civile e il contrasto agli incendi nonché quelle di una grande forza di milizia popolare. Durante un periodo di guerra, avrebbe garantito la sicurezza nelle retrovie, aumentato le forze di terra e agito come guerriglieri se le loro aree fossero state conquistate dagli invasori.

### Ruolo nell'ideologia ufficiale
Negli anni ottanta, il comunismo romeno assunse un carattere fortemente militare: Ilie Ceaușescu, generale delle Forțele Terestre Române e fratello di Nicolae, riassunse questi nuovi tratti nel suo libro  Istoria militară a poporului român ("Storia militare del popolo romeno"). Nell'opera (presto diventata un dogma ufficiale), si affermò che i romeni hanno sempre avuto il più grande esercito permanente del mondo, anche se Ilie scelse di considerare tutta la popolazione del Paese come soldati. Ciò costituiva un messaggio per il futuro, dato che il regime aveva stabilito un forte legame con tutte le forme del passato. Come tale, l'ideologia dietro la formazione delle Guardie patriottiche fu riassunta nella dottrina militare della "Guerra dell'intero popolo", ispirata dalla dottrina della "Difesa del popolo totale" alla base della Teritorijalna odbrana jugoslava.

## Organizzazione

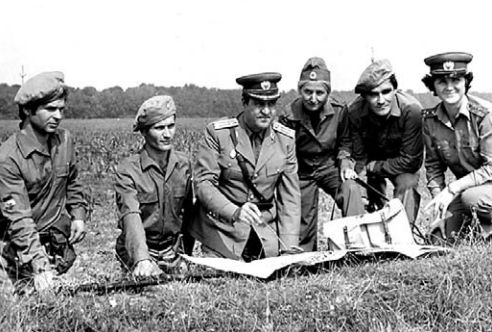
Le formazioni paramilitari venivano addestrate per adottare tattiche di guerriglia in casi di conflitto.

Nel 1989, le Guardie patriottiche erano formate da circa 700.000 cittadini, sia uomini che donne. Seguendo la dottrina della "Guerra dell'intero popolo", la Guardia era un'organizzazione di difesa territoriale e civile e di guardia nazionale, che fu istituita subito dopo l'invasione della Cecoslovacchia da parte del Patto di Varsavia. Le Guardie patriottiche lavoravano a stretto contatto con il Ministero della difesa nazionale ma erano direttamente subordinate al Partito Comunista Rumeno e alla sua organizzazione giovanile. Affidandosi principalmente sui cittadini ordinari piuttosto che ai militari professionisti, le Guardie patriottiche servivano come un potenziale contrappeso o strumento per controllare il potere e l'influenza delle forze armate regolari.
Nel 1989 le Guardie patriottiche furono riorganizzate in unità dalle dimensioni di compagnia e plotone in quasi ogni județ, municipalità, città, villaggio e azienda agricola o industriale. Sotto il comando del primo segretario dell'apparato locale del PCR, concludevano l'addestramento di base e di ripasso nell'uso di armi piccole, nelle demolizioni, nell'impiego di mortai e lanciagranate, e nell'applicazione di tattiche per piccole unità. In tempo di guerra le Guardie avevano il ruolo di difesa antiaerea locale, il compito di dare l'allarme per un imminente attacco aereo, difendere i centri popolati e gli elementi importanti delle infrastrutture nazionali, e di guidare le industrie di ingegneria civile per ristabilire la produzione militare essenziale dopo un attacco. Le Guardie avrebbero dovuto riconoscere e attaccare i fianchi nemici e le aree posteriori, combattere unità aeree e forze speciali penetrate in profondità in Romania, e attuare operazioni di resistenza contro le forze di occupazione. In linea con la loro immagine di guerriglieri, le Guardie Patriottiche indossavano uniformi senza alcun simbolo o distintivo.